# Chimarra uvirana
Chimarra uvirana är en nattsländeart som beskrevs av G. Marlier 1951. Chimarra uvirana ingår i släktet Chimarra och familjen stengömmenattsländor. Inga underarter finns listade i Catalogue of Life.